# نورين ستيفنز
نورين ستيفنز هي كاتبة قصص مصورة كندية، ولدت في 1962 في سو ساينت ماري في كندا.